# Ceratina rugifrons
Ceratina rugifrons là một loài Hymenoptera trong họ Apidae. Loài này được Smith mô tả khoa học năm 1879.